# Protectorat
Protectoratul (din franceză protectorat) este o formă de dependență politică a unui stat față de altul, în virtutea unei convenții conform căreia statul protector conduce politica externă a statului protejat, acesta păstrându-și autonomia internă. Aceeași denumire o poartă conducerea exercitată de statul protector. 
Prin extensie, protectorat se numește și un teritoriu sau o țară caracterizate printr-o astfel de formă de dependență.
Deși în prezent protectoratul este pe cale de dispariție, chiar și în Europa se mai mențin câteva protectorate: 
- Monaco se găsește sub protectoratul Franței, din 1861
- San Marino se găsește sub protectoratul Italiei, din 1862
- Liechtenstein se găsește sub protectoratul Elveției
- Kosovo se găsește sub protectoratul ONU.